# Mussau-emira (jezik)
Mussau-Emira jezik (emira-mussau, musau-emira, mussau, musao; ISO 639-3: emi), jedan od dva st. matthias jezika koji se govori na otocima Mussau i Emira u otočju St. Matthias i Papui Novoj Gvineji. 
Postoji nekoliko dijalekata: emira, zapadni mussau, južni mussau i istočni mussau. priapdnici etničke grupe broje oko 5.000 duša od čega oko 3.500 na tradicionalnom području (2000 J. Brownie SIL), a ostali u gradovima Kavieng, Port Moresby, Lae, Goroka i Madang.

## Vanjske poveznice
- Ethnologue (14th)
- Ethnologue (15th)